# Juazeirinho
Juazeirinho este un oraș în Paraíba (PB), Brazilia.